# بجنو علیا
بجنو علیا، روستایی از توابع بخش مرکزی شهرستان نیشابور در استان خراسان رضوی ایران است.
این روستا در کوهپایه ای قرار دارد و گویش محلی مردمان کرمانجی می باشد.
نام این روستا در ابتدا برج نو بوده و بر اساس تکرار به بجنو تغییر یافت.
نام خانوادگی اکثر مردم این روستا  (رضایی ثانی)(عمارلو) و (آمارلو) (امارلوئی) می باشد.
همچنین منابع طبیعی عالی از جمله گیاهان دارویی(آویشن،گلپر،آنغوزه و....) در کوهای اندرقه وحیدریه می‌توان برداشت کرد.

و از بزرگان روستا می‌توان به:
حاج غلام حسن
حاج نصرالله 
حاج عبدالله علی

اشاره کرد

## جمعیت
این روستا در دهستان بینالود قرار دارد و براساس سرشماری مرکز آمار ایران در سال ۱۳۸۵، جمعیت آن ۴۵۶ نفر (۱۰۸خانوار) بوده‌است.